# Canon Real de Turín

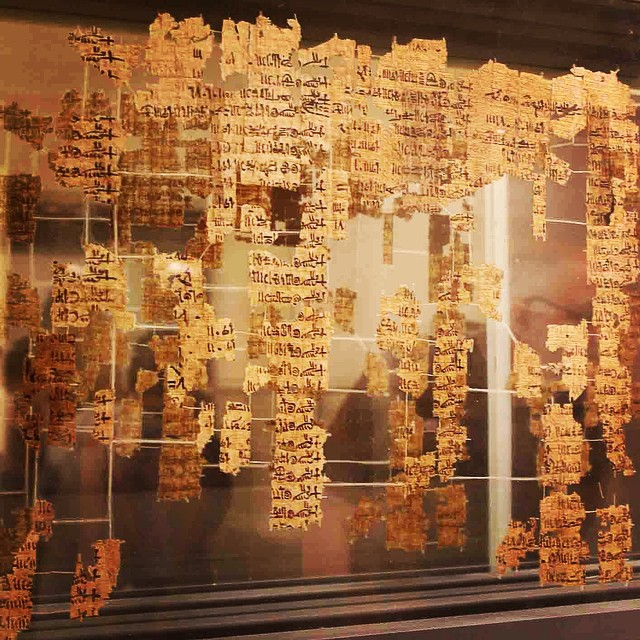
Fragmentos del Canon Real de Turín

El Canon Real de Turín,  también conocido como Papiro Real de Turín o Lista de Reyes de Turín, es un papiro con textos en escritura hierática, custodiado en el Museo Egipcio de Turín, al que debe su nombre.
El texto se fechó en la época de Ramsés II (aunque pudiera estar escrito posteriormente) y menciona los nombres de los faraones que reinaron en Egipto, precedidos por los dioses que gobernaron antes de la época faraónica. A diferencia de otras listas, no se ha hecho para la celebración de un faraón, en comparación a otros, por lo que contiene los nombres de todos los gobernantes, incluso los considerados menores y los usurpadores. 
No sabemos qué fuentes utilizó el escriba para organizar la lista, si la copió simplemente de un papiro ya existente o la compuso teniendo acceso a los archivos de los templos, compilando la lista utilizando antiguas notas de impuestos, decretos y documentos; la primera posibilidad parece la más probable e implicaría que la Lista Real de Turín es realmente un documento de extraordinario valor histórico. 
El papiro, de 170 cm de largo y 41 cm de alto, consta de unos 160 fragmentos, la mayoría muy pequeños, faltando muchos trozos. 

## Historia del documento
Las circunstancias que rodearon el descubrimiento del papiro ya no se conocen, y existen muchos puntos poco claros al respecto; el contexto arqueológico se ha perdido. Solo se sabes que el viajero italiano Circunstancias que rodearon el descubrimiento del papiro lo compró alrededor de 1818 en Tebas, en las cercanías de Luxor, prácticamente intacto. Adquirido en Livorno en 1820, fue enviado a Génova por mar y luego por tierra a Turín en 1824. El egiptólogo del siglo XIX Gaston Maspero creía que Drovetti había mutilado involuntariamente el papiro durante su viaje.
Fue adquirido en 1824 por el rey de Cerdeña que lo donó al Museo Egipcio de Turín, Italia, y se le designó como el número de papiro 1874. Al abrir la caja en la que había sido transportado a Italia, la lista se había desintegrado en pequeños fragmentos. Al examinarla,  el egiptólogo francés Jean-François Champollion solo reconoció algunos de los fragmentos más grandes que contenían nombres reales, y dibujó lo que pudo descifrar. Se realizó una reconstrucción de la lista para comprenderla mejor y facilitar la investigación.
La importancia de este papiro fue reconocida de inmediato por Champollion, y posteriormente por Gustavus Seyffarth, afanándose en su reconstrucción y restauración. Aunque consiguieron ordenar la mayor parte de los fragmentos en posición correcta, la diligente intervención de estos dos hombres también llegó tarde, ya que muchos pedazos se habían perdido. 
Giulio Farina reconstruyó el papiro y selló los restos del documento entre dos hojas de vidrio en 1938, conservándose así desde entonces; además publicó un estudio: Il papiro dei re. En 1959 Alan Gardiner hizo una transcripción que publicó, utilizando esa reconstrucción y otros fragmentos no incluidos. 
En 2008 Richard Parkinson y Bridget Leach realizaron un nuevo estudio del documento, encontrando restos de fragmentos aun existentes en el museo que no habían sido incluidos por Farina en la restauración, por lo que en 2009 se trabajaba en una nueva reconstrucción.

## El texto
El papiro contiene, por una cara, una lista de nombres de personas e instituciones, y lo que parece ser una estimación de tributos. 
Sin embargo, es el otro lado del papiro el que suscitó la mayor atención, pues contiene una lista de dioses, semidioses, espíritus, reyes míticos y humanos que gobernaron Egipto, presumiblemente desde el principio de los tiempos hasta la época de composición de este inestimable documento. Es el único documento que da el nombre de reyes anteriores a Menes. 
El principio y final de la lista se han perdido, lo que significa que no tenemos la introducción —si había tal introducción— ni la relación de los reyes que siguen a la decimoséptima dinastía. El escriba dividió el texto en columnas, de las cuales permanecen once, con diferente número de líneas. La mayoría de las líneas se compone del nombre del rey (inscritos muchos en un cartucho) y el tiempo de su reinado.
El papiro cita los nombres de los gobernantes, agrupándolos a veces y dando la duración del gobierno de algunos de estos grupos, que se corresponden, en general, al resumen de las dinastías de Manetón. Además, muestra en años, meses y días la duración del reinado de muchos faraones. 
Incluye también los nombres de gobernantes efímeros, o mandatarios de pequeños territorios, que apenas se conocen, generalmente omitidos en otros documentos. La lista incluye a los gobernantes hicsos, normalmente excluidos de otras Listas de reyes, y aunque sus nombres no estaban escritos dentro de un cartucho, se añadió el texto jeroglífico Heqa Jasut para indicar que eran gobernantes extranjeros.

## Partes del texto

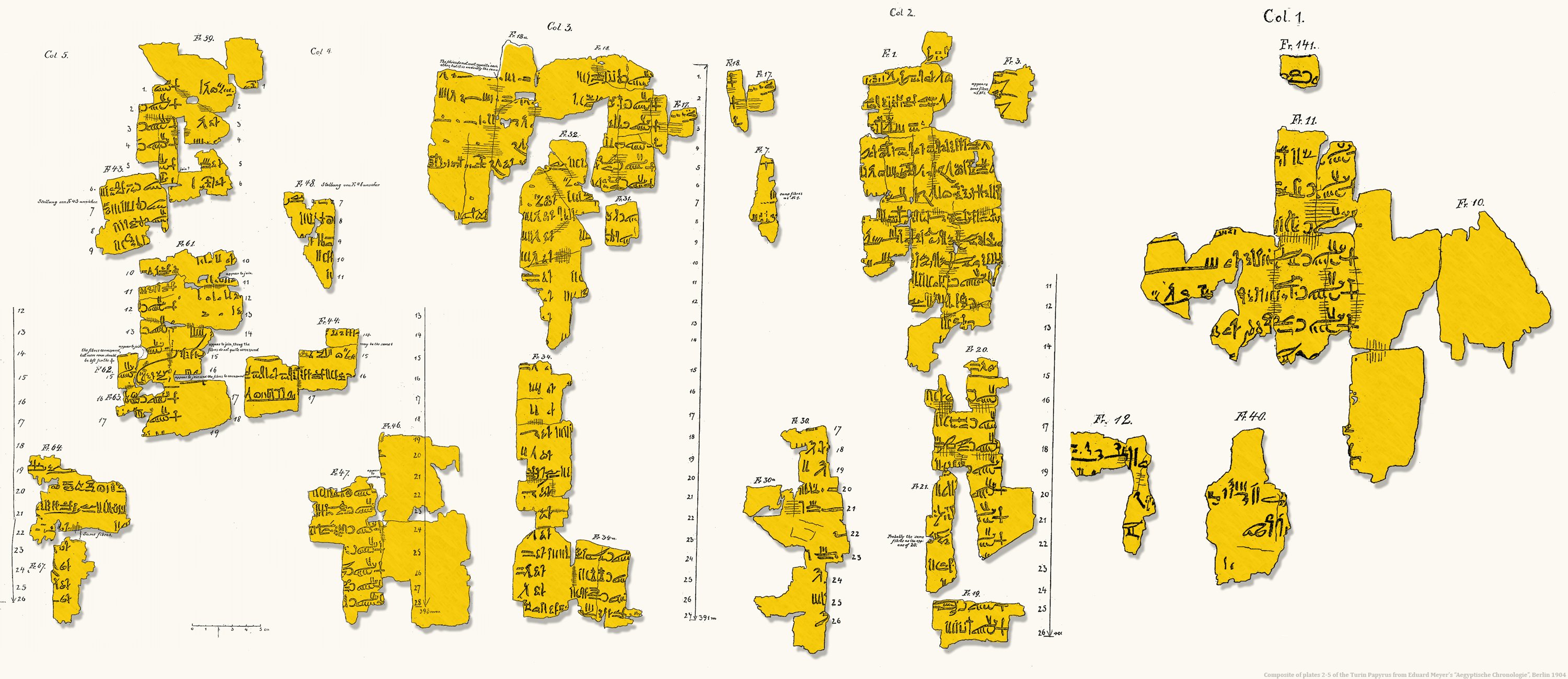
Fragmentos del Canon Real de Turín.

El texto comienza con una relación de dioses y reyes míticos. El primer nombre de un faraón aparece en el epígrafe 2.11 (Meni).
Aunque están agrupados de diferente forma que en la lista de reyes de Manetón, para facilitar su datación se adjunta la clasificación dinástica manetoniana, la más utilizada por los historiadores modernos. 
- 1.x - 1.21: Ptah y la Gran Enéada
- 1.22 - 2.3: Horus y la Pequeña Enéada
- 2.4 - 2.8: Los Espíritus
- 2.9/10: El dios Ra
- 2.11 - 2.18/19: Dinastía I
- 2.20 - 3.3: Dinastía II
- 3.4 - 3.8: Dinastía III
- 3.9 - 3.16: Dinastía IV
- 3.17 - 3.27: Dinastía V
- 4.1 - 4.7: Dinastía VI
- 4.8 - 4.13/17: Dinastía VII y Dinastía VIII
- 4.18 - 4.26: Dinastía IX
- 5.1 - 5.9/11: Dinastía X
- 5.12 - 5.17/18: Dinastía XI
- 5.19 - 6.3: Dinastía XII
- 6.4 - 7.23: Dinastía XIII
- 8.1 - 10.12/13: Dinastía XIV
- 10.14 - 10.20/21: Dinastía XV (hicsos)
- 10.22 - 10.29/30: Dinastía XVI (hicsos)
- 11.1 - 11.14: Dinastía XVII. Soberanos tebanos, contemporáneos de las dinastías XV y XVI.

## Contenido
Columna II

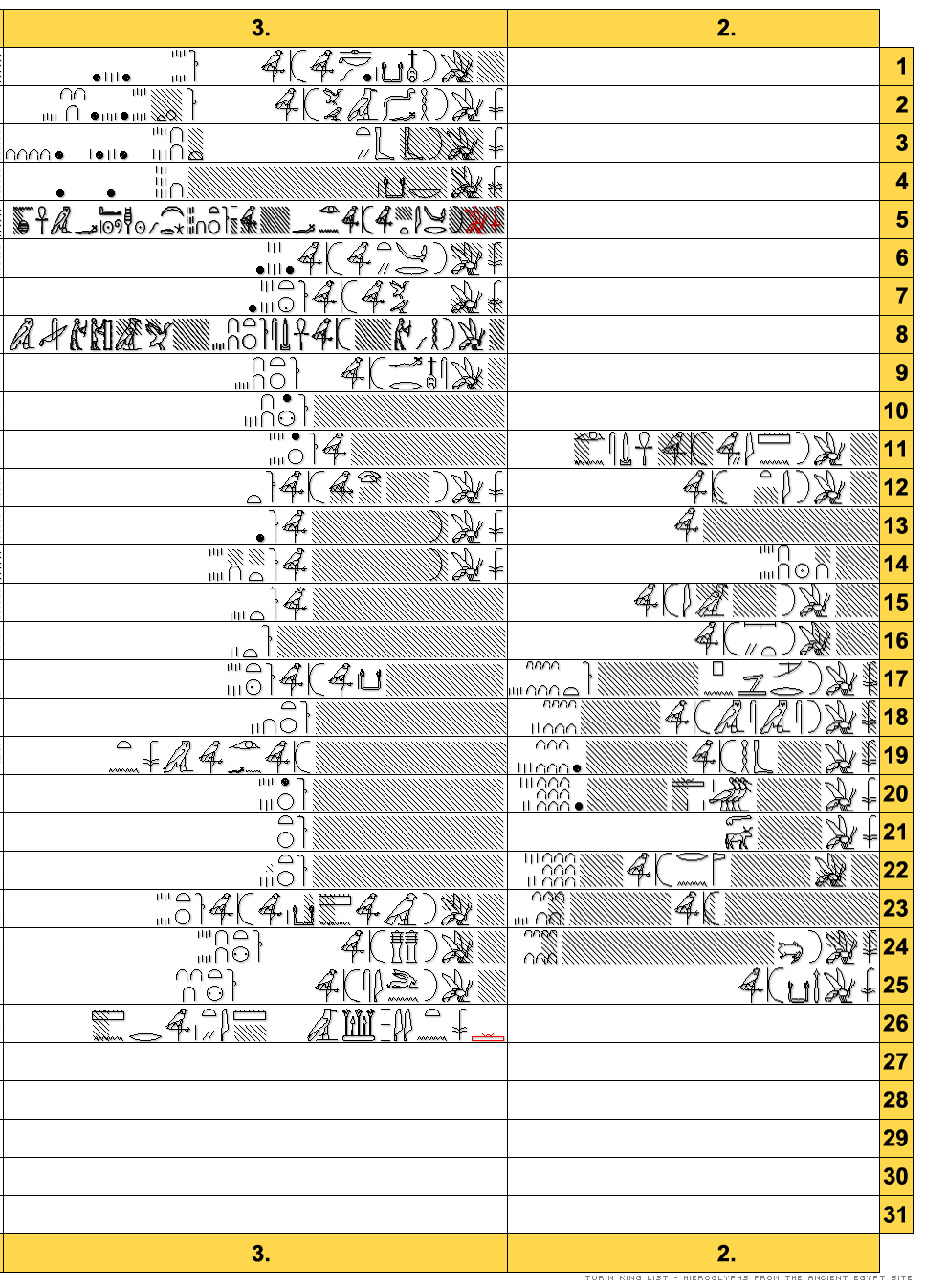
Canon Real de Turín. Columnas 2 y 3.

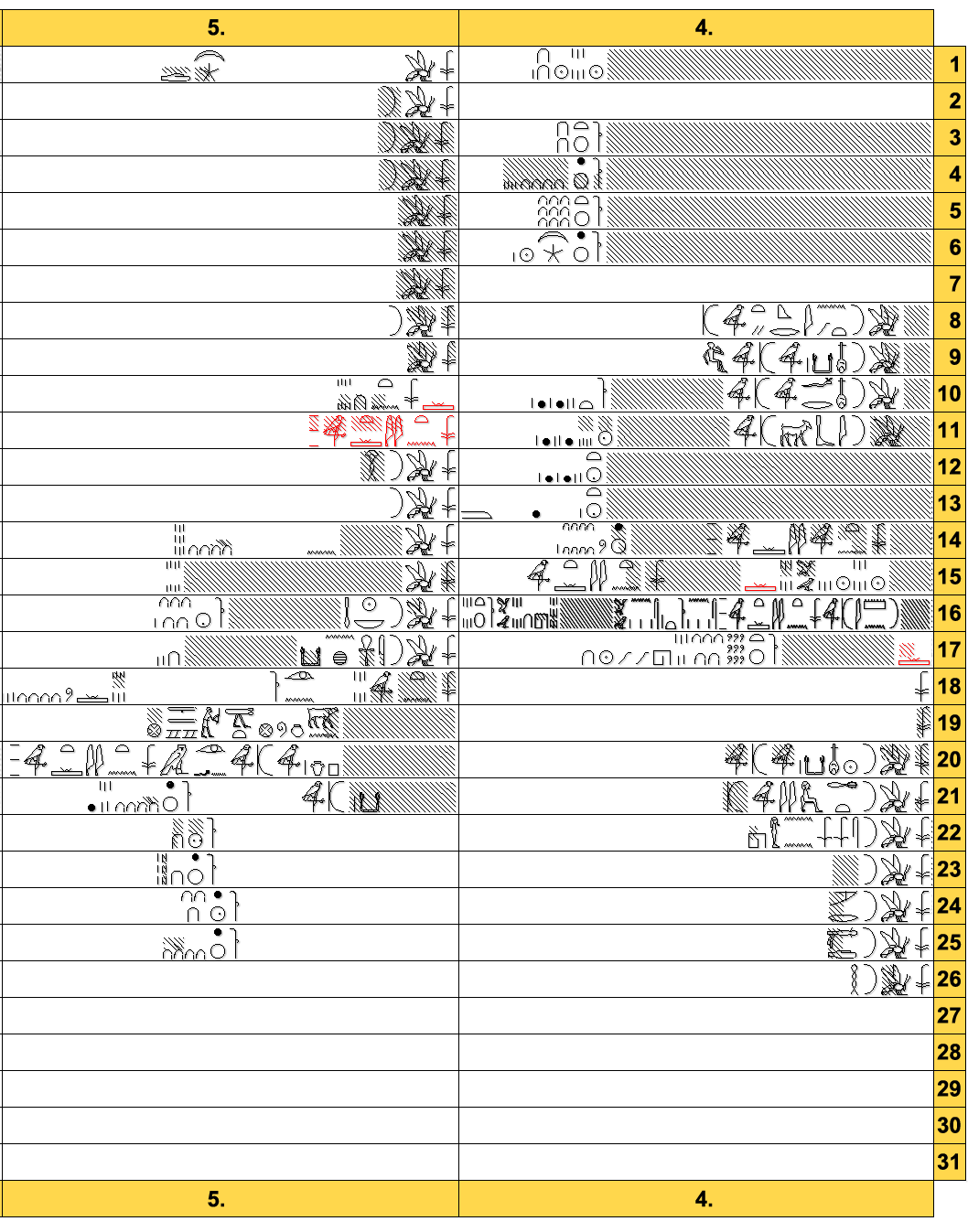
Canon Real de Turín. Columnas 4 y 5.

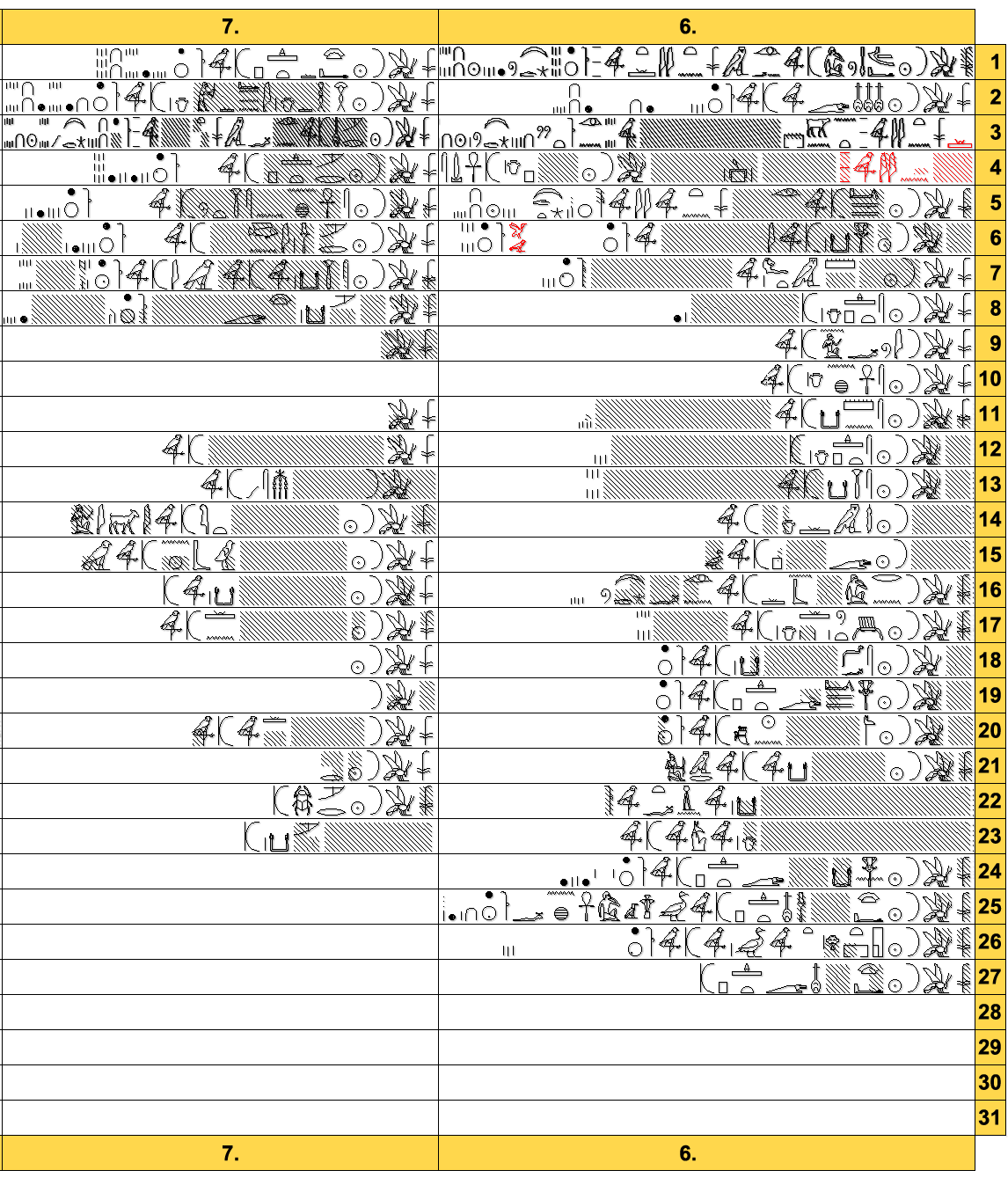
Canon Real de Turín. Columnas 6 y 7.

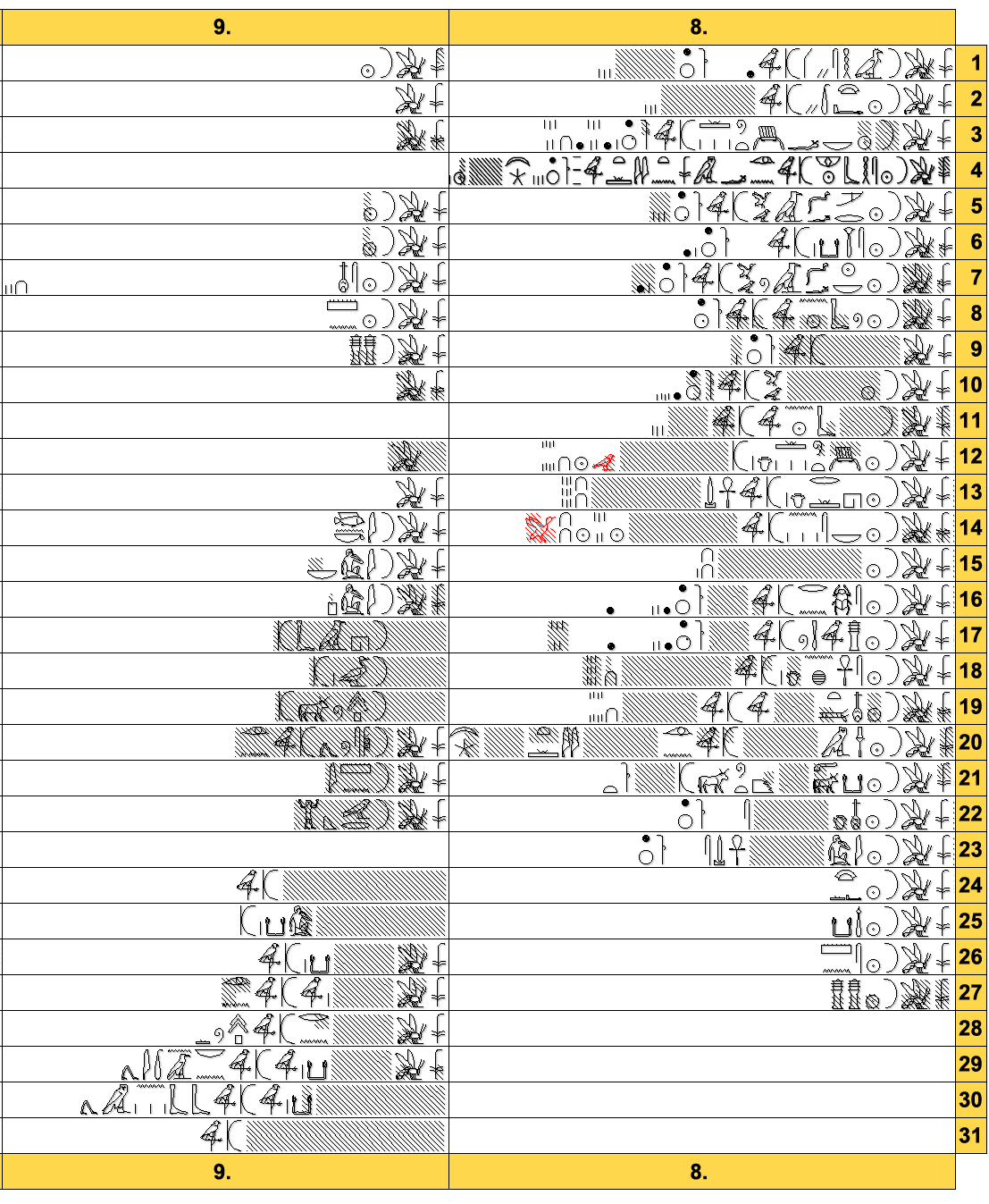
Canon Real de Turín. Columnas 8 y 9.

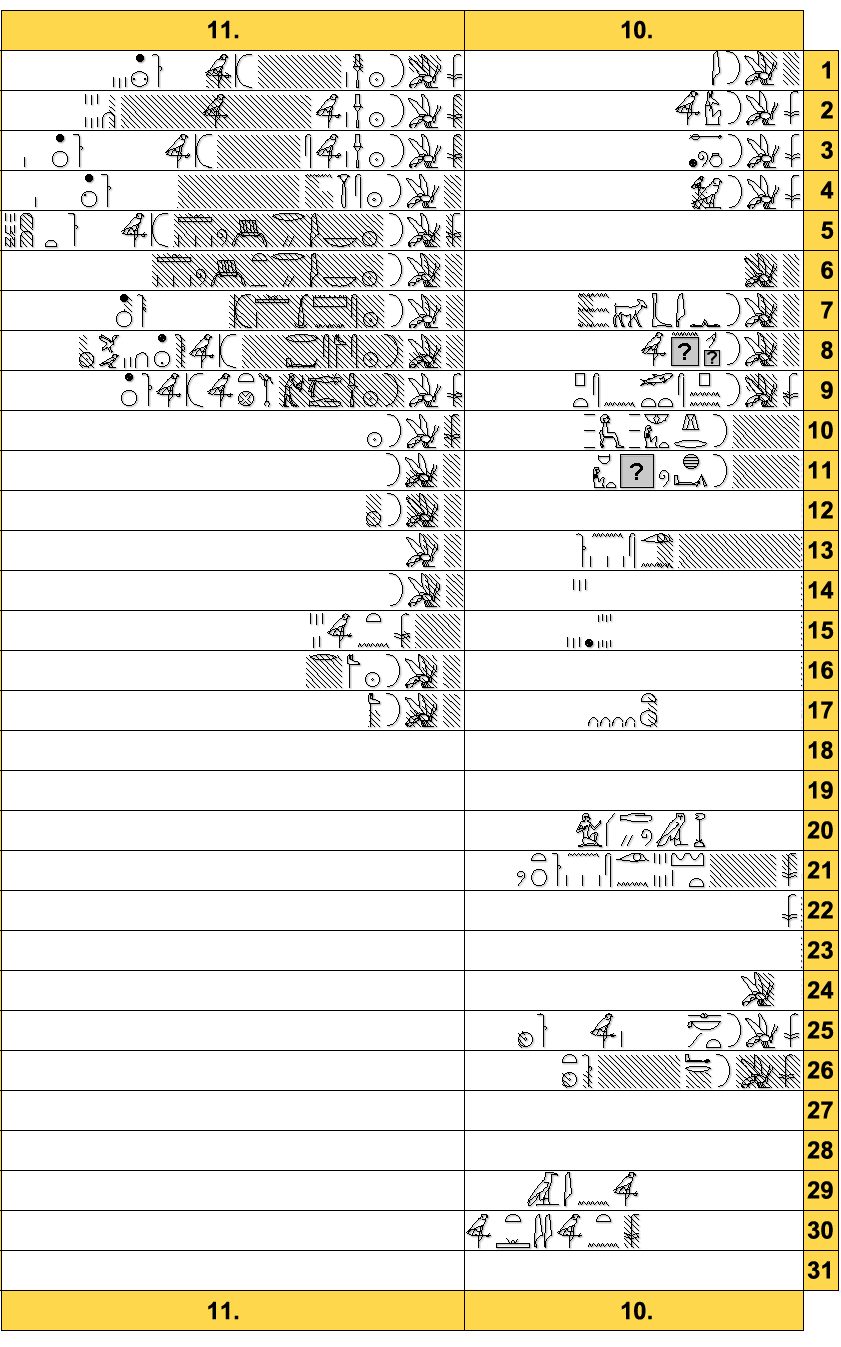
Canon Real de Turín. Columnas 10 y 11.

Señor de las dos tierras. Meni, el rey. El rey, vida, saludable, ha reinado…
Señor de las dos tierras. It… El rey…
… El rey… 10 meses, 28 días.
Señor de las dos tierras… Ai. El rey…
Señor de las dos tierras. Qenty. El rey…
Señor de las dos tierras. Mergeregpen… 74 años…
Señor de las dos tierras. Semsem. El rey… 72…
Señor de las dos tierras… Beh. El rey… 63…
Señor de las dos tierras… Bau en total… 95…
Señor de las dos tierras… Kaka…
Señor de las dos tierras… Netyeren. El rey… 95…
… El rey… 54…
Señor de las dos tierras. Senedy… 70…
Señor de las dos tierras, Aaka. El rey…
Columna III
Señor de las dos tierras. Neferkasokar, el rey. El rey… 8 años, 3 meses…
Señor de las dos tierras. Hudyefa, perdido. El rey… 8 años, 4 meses, 34…
Señor de las dos tierras. Bebty… 27 años, 2 meses, 1 día, 40…
Señor de las dos tierras, Nebka… 19…
Señor de las dos tierras. Dyeserit, el rey. El rey… ha reinado, 19 años de tiempo, es su tiempo de vida.
Señor de las dos tierras. Dyeserty, el rey. El rey, 6 años…
Señor de las dos tierras, ... el rey. El rey, 6 años…
Señor de las dos tierras. Hun… El rey, vida, próspera, saludable, 24 años… Construyó Seshem.
Señor de las dos tierras, Senefer. El rey, 24 años…
… 23 años…
… El rey, 8 años…
Señor de las dos tierras… Kha, el rey. El rey, años…
Señor de las dos tierras… El rey, años…
Señor de las dos tierras… El rey, 18 años…
… El rey, 4 años…
… 2 años…
… Ka, el rey. El rey, 7 años…
… 12 años…
… El rey ha reinado…
… 7 años…
… Años…
… 3 años…
Señor de las dos tierras. Menkahor, el rey. El rey, 8 años…
Señor de las dos tierras. Dyedi. El rey… 28 años…
Señor de las dos tierras. Unis. El rey… 30 años…
Total de reyes desde Meni, el rey hasta…
Columna IV
… 6 meses, 21 días…
…
… 20 años…
… 44 años…
… 90 años…
… 1 año de tiempo…
…
Señor de las dos tierras. Netikerty, el rey…
Señor de las dos tierras. Neferka, el rey. El rey niño…
Señor de las dos tierras. Nefer, el rey. El rey… 2 años, 1 mes, 1 día.
Señor de las dos tierras. Ibib. El rey… 4 años, 2 meses, 1 día.
… 2 años, 1 mes, 1 día.
… 1 año…
Reyes totales… 181 años...
…6 meses, 3 días, perdidos 6, total… Reyes…
… Meni. Reyes totales en años, perdidos… 9, 16 ... 6 años.
Total... 955 años, 10 meses...
Señor de las dos tierras…
Señor de las dos tierras…
Señor de las dos tierras. Neferkara, el rey. El rey…
Señor de las dos tierras. Khety, el rey…
Señor de las dos tierras. Senekhebnuh…
Señor de las dos tierras…
Señor de las dos tierras. Mer…
Señor de las dos tierras. Shed…
Señor de las dos tierras. H…
Columna V
Señor de las dos tierras… meses…
Señor de las dos tierras…
Señor de las dos tierras…
Señor de las dos tierras…
Señor de las dos tierras…
Señor de las dos tierras…
Señor de las dos tierras…
Señor de las dos tierras…
Señor de las dos tierras…
Reyes totales, 18…
Reyes totales…
Señor de las dos tierras. Uah…
Señor de las dos tierras…
Señor de las dos tierras… 49…
Señor de las dos tierras… 8…
Señor de las dos tierras. Nebkherura… 51 años…
Señor de las dos tierras. Seankhka… 12…
6 reyes, años… 7 en total, 143.
… Residencia en Ity Tau…
… Tepib, el rey. Ha reinado el rey en total…
… Ka. El rey… 45 años…
… 10 años…
… 19 años…
… 30 años…
… 40 años…
Columna VI
Señor de las dos tierras. Maakherura. El rey ha reinado en total 9 años, 3 meses, 27 días. 
Señor de las dos tierras. Sobekneferura, el rey. El rey, 3 años, 10 meses, 24 días.
Reyes totales con residencia en… 8 reyes, 213 años, 1 mes, 10 días.
Reyes… Señor de las dos tierras… Pibra. Vida, próspera, saludable.
...